# Henning Kristiansen
Henning Kristiansen (* 2. Juli 1927 in Kopenhagen; † 2. November 2006) war ein dänischer Kameramann.

## Leben
Henning Kristiansen begann 1946 seine Kameraausbildung im Palladium Film Studio in Kopenhagen und gab 1947 sein Debüt als Kameraassistent. Nach seinem Wehrdienst, den er bis 1949 ableistete, war er bis 1951 weiter für Palladium tätig. 1952 wechselte er zu Nordisk Film, wo er von 1953 bis 1960 Chefkameramann von Nordisk Film Junior war. Anschließend wurde er freischaffend tätig.
Im Lauf seiner Karriere stand Kristiansen für mehr als 100 Spiel- und Dokumentarfilme hinter der Kamera. Er arbeitete unter anderem mehrfach mit den Regisseuren Henning Carlsen und Knud Leif Thomsen zusammen. 1987 führte er die Kamera in Gabriel Axels Babettes Fest, dem ersten dänischen Spielfilm, der als Bester fremdsprachiger Film mit dem Oscar ausgezeichnet wurde. Für seine Arbeit an diesem Film wurde Kristiansen 1989 für einen BAFTA Award in der Kategorie Beste Kamera nominiert.
Kristiansen betätigte sich auch als Filmregisseur. 1978 inszenierte er gemeinsam mit Morten Arnfred den Film Mig og Charly, für den beide mit der Bodil in der Kategorie Bester dänischer Film geehrt wurden. Im Folgejahr war er alleiniger Regisseur der Fortsetzung Charly og Steffen.
Von 1987 bis 1991 war Kristiansen Abteilungsleiter an der Dänischen Filmschule. Von 1994 bis 1997 war er Vorsitzender des Dänischen Verbandes der Filmkameraleute (Dansk Filmfotograf Forbund), zu dessen Ehrenmitglied er 2002 ernannt wurde. 2005 veröffentlichte er seine Autobiografie Min egen filmhistorie.

## Auszeichnungen und Nominierungen
- 1964: Bodil – Sonderpreis für Selvmordsskolen und Hvad med os?
- 1978: Bodil – Bester dänischer Film für Mig og Charly (mit Morten Arnfred)
- 1989: BAFTA Award – Nominierung in der Kategorie Beste Kamera für Babettes Fest
- 1995: Camerimage – Nominierung für den Goldenen Frosch für Pan

## Filmografie
- 1947: Lykke paa rejsen (Kameraassistenz)
- 1947: Hatten er sat
- 1949: Lejlighed til leje (Kameraassistenz)
- 1950: I gabestokken
- 1950: Smedestræde 4
- 1950: Lyn-fotografen
- 1950: Gentofte kommunalbestyrelse (Dokumentation)
- 1951: Bag de røde porte
- 1951: Hold fingrene fra mor
- 1952: Expert services (Dokumentation)
- 1953: Adam og Eva
- 1953: Hastighed under ansvar (Dokumentation)
- 1953: Grundloven af 5. juni 1953 (Dokumentation)
- 1954: Penge (Dokumentation)
- 1958: Sieben Kinder fahren aufs Land (Andre folks børn)
- 1958: Lige ud ad luftvejen (Dokumentation)
- 1959: Et knudeproblem (Dokumentation)
- 1959: Christine Swane (Dokumentation)
- 1961: Gøngehøvdingen
- 1961: Limfjorden (Dokumentation)
- 1961: De gamle (Dokumentation)
- 1962: Prinsesse for en dag
- 1962: Das Duell (Duellen)
- 1963: Das tosende Himmelbett (Pigen og pressefotografen)
- 1963: Hvad med os?
- 1964: Kampen om Næsbygård
- 1964: Tine
- 1964: Selvmordsskolen
- 1964: Familiebilleder (Dokumentation)
- 1965: Hold da helt ferie
- 1965: Jensen længe leve
- 1965: Ung (Dokumentation)
- 1966: Zieh’ dich an, Komtesse (Pigen og greven)
- 1966: Der Bettelprinz (Der var engang)
- 1966: Ih, du forbarmende
- 1966: Hunger (Sult)
- 1967: Tre mand frem for en trold
- 1967: Cirkusrevyen 1967
- 1967: Paarungen
- 1967: Sie treffen sich, sie lieben sich, und ihr Herz ist voller süßer Musik (Människor möts och ljuv musik uppstår i hjärtat)
- 1969: Midt i en jazztid
- 1969: Hvor er magten blevet af? (Dokumentation)
- 1970: Geliebte Christa – Stewardessen lieben heiß (Christa)
- 1970: The Only Way
- 1970: Havet omkring Danmark (Dokumentation)
- 1971: Den forsvundne fuldmægtig
- 1971: Der unheimliche Besucher (The Night Visitor)
- 1971: Hosekræmmeren
- 1971: King Lear
- 1972: Man sku' være noget ved musikken
- 1972: Go-kart (Dokumentation; auch Buch und Regie)
- 1973: Venus-Passage (I Jomfruens tegn)
- 1974: Der (voraussichtlich) letzte Streich der Olsenbande (Olsen-bandens sidste bedrifter)
- 1974: Den kyske levemand
- 1974: Rapportpigen
- 1975: Familien Gyldenkål
- 1975: Da Svante forsvandt
- 1975: Un divorce heureux
- 1976: Die Olsenbande sieht rot (Olsen-banden ser rødt)
- 1976: Den korte sommer
- 1976: Spøgelsestoget
- 1976: Familien Gyldenkål sprænger banken
- 1976: Mig og Charly (auch Buch und Regie)
- 1977: En by i provinsen (Fernsehserie)
- 1978: Hør, var der ikke en som lo?
- 1979: Charly & Steffen (auch Regie und Filmschnitt)
- 1980: Attentat (Second-Unit-Kamera)
- 1982: Eine Leiche zuviel (Det parallelle lig)
- 1987: Babettes Fest (Babettes gæstebud)
- 1990: Litauen foråret 1990 (Dokumentation)
- 1991: En dag i oktober
- 1992: Erste Liebe (Första kärleken; Fernsehserie)
- 1994: Hamlet – Der Prinz von Jütland (The Prince of Jutland)
- 1995: Pan
- 1995: Karen Blixen – Storyteller (Dokumentation)
- 1998: I Wonder Who’s Kissing You Now
- 2000: Portrættet (Dokumentation)